# Ebrahim Afsah
Ebrahim Afsah (* 23. Januar 1972 in Teheran) ist ein deutsch-iranischer Rechtswissenschaftler.

## Leben
Von 1992 bis 1996 studierte er Rechtswissenschaften an der SOAS University of London, von 1997 bis 1998 internationale Beziehungen am Trinity College Dublin und von 1999 bis 2001 Verwaltungswissenschaften an der Kennedy School of Government der Harvard University als McCloy Scholar der Studienstiftung des deutschen Volkes. Er war von 2002 bis 2005 Referent am Max-Planck-Institut für ausländisches öffentliches Recht und Völkerrecht. Nach der Promotion 2008 am Trinity College Dublin war er von 2010 bis 2011 Senior Manager, Deloitte Consulting LLP, Arlington, VA. Von 2012 bis 2018 lehrte er als Associate Professor für Völkerrecht an der juristischen Fakultät der Universität Kopenhagen. Von 2014 bis 2015 war er Fernand Braudel Senior Fellow an der juristischen Fakultät des European University Institute. 2017 war er Senior Fellow am Center for Advanced Studies der Norske Videnskaps-Akademi. 2018 war er Senior Fellow am Islamic Legal Studies Program der Harvard Law School. 2018 war er Senior Fellow am Center for Asian Legal Studies der National University of Singapore. Von 2018 bis 2022 war er Professor für Rechtswesen und Ethik im Islam am Institut für Islamisch-theologische Studien der Universität Wien.
Seine Forschungsschwerpunkte sind islamisches Recht, besonders das gegenwärtige öffentliche Recht, Völkerrecht, Rechtsvergleichung, Rechts- und Verwaltungsreform in Räumen fragiler Staatlichkeit und internationale Beziehungen.